# Острів Ратманова
Острів Ратманова (чук. Імелін, інуп. Imaqliq) — острів у складі островів Діоміда в Беринговій протоці, найсхідніша точка території Російської Федерації.
Адміністративно відноситься до Чукотського району Чукотського автономного округу. Постійне населення на острові відсутнє, тут розміщена база російських прикордонників.
Названий на честь російського мореплавця М. І. Ратманова.

## Географія
Найвища точка — гора Криша, 505 метрів. Знаходиться трохи південніше географічного центру острова.
Глибини біля узбережжя досягають 43 метрів.
Скелясте узбережжя, в глибових осипах, з вузькою смугою прибережного пляжу, лише північний берег відносно пологий. Там же розташована полярна станція. Є кілька річок, дві з них течуть від центру острова на північ, тече одна від вершини гори Криша на південний схід. Протяжність острова з півночі на південь становить 8,7 км, з сходу на захід — 4,7 км. Від острова Ратманова до узбережжя Чукотки 35,68 км.
Крайня північна точка острова — мис Вершник, на схід від якої знаходиться мис Скелястий. Найпівденніша точка острова — мис Південний.
В 3,76 км від острова розташований менший острів, Малий Діомід чи острів Крузенштерна, що належить США. По центру протоки між островами проходить державний морський кордон Росії і США, який утворився після продажу Аляски. По цій протоці проходить лінія зміни дат: на острові Ратманова починається доба, а на острові Крузенштерна — закінчується.
Інфраструктура острова відносно розвинена, є полярна станція, прикордонна застава і безліч різних будівель на узбережжі і на південь від центру острова.

## Історичні відомості
Вперше європейцями острів був відвіданий експедицією Семена Дежньова, про що є письмова доповідь від 15 квітня 1655 року.
Влітку 1728 року до острова підійшов Вітус Беринг, який дав йому назву Великий Діомід — на честь святого, у день якого, 16 серпня, експедиція прибула до острова. Через чотири роки І. Федоровим і М. С. Гвоздєвим він був нанесений на карту. До цього острів місцевими ескімосами називався Імакльік (чукот. адап. Імелін) — «оточений морем». Тут знаходилися два поселення — Кунга і Імаклік з населенням близько 400 осіб.

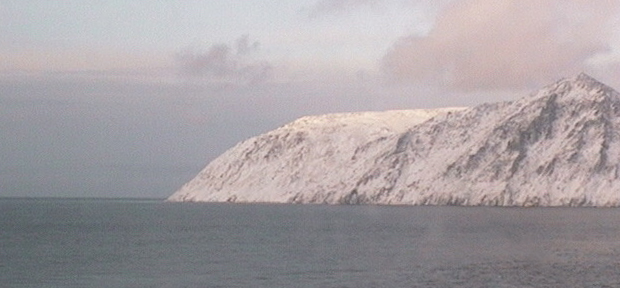
Вид з боку острова Крузенштерна

У 1816 році російський полярний дослідник Отто Коцебу, досліджуючи Берингову протоку, помилково виявив ще один острів в архіпелазі трьох островів Діоміда, який назвав іменем свого товариша по службі — офіцера Макара Ратманова, учасника попередньої морської експедиції. Коли помилка була виявлена, назву було перенесено на один з островів архіпелагу Діоміда.
З 1916 року внаслідок слабкої охорони північних кордонів на острові незаконно діяла американська факторія, яка не виплачувала митних зборів. У вересні 1925 року до острова Ратманова прибув прикордонний сторожовий корабель «Воровський», після чого американці були змушені покинути радянську територію. В 1941 році на острові була створена прикордонна застава.
30 березня 1867 року продаж Аляски США розділив архіпелаг на дві частини: по протоці між двома островами пройшов морський російсько-американський кордон.
З 1905 р. по 1933 р. з острова Ратманова відбувалася поступова міграція корінних жителів на сусідній — американський острів Крузенштерна. З початком холодної війни зусиллями радянської сторони, жителі, що залишилися, були примусово переселені на материкову частину Чукотки. Цікаво, що з 1989 року діє угода між СРСР (тепер РФ) і США про безвізові поїздки місцевих жителів островів Діоміда в гості один до одного.
У 2005 році на найвищій сопці острова був споруджений семиметровий православний хрест, який добре видно жителям сусідньої Аляски і кораблям, що проходять через Берингову протоку.
У вересні 2016 року острів відвідав Патріарх Московський і всієї Русі Кирило.
У різний час через острів планувалося побудувати тунель, який з'єднає Євразію і Північну Америку.

## Фауна
На острові Ратманова розташований один з найбільших у регіоні пташиних базарів, всього відмічено 11 видів морських птахів загальною чисельністю понад 4 млн особин. У червні 1976 року тут спостерігався охристий колібрі — єдиний вид колібрі, заліт якого зареєстрований в Росії.
На острові знаходиться велике лежбище моржів, в прибережній акваторії відбуваються масові міграції сірого кита .

## Топографічні карти
- Аркуш карти Q-2-XXIII, XXIV острови Діоміда. Масштаб: 1:200 000. Стан місцевості на 197? рік.